# Xenophilus arseniciresistens
Xenophilus arseniciresistens es una bacteria gramnegativa del género Xenophilus. Fue descrita en el año 2014. Su etimología hace referencia a resistencia al arsénico. Es aerobia y móvil por flagelo polar. Tiene un tamaño de 0,4-0,6 μm de ancho por 0,8-1,2 μm de largo. Catalasa y oxidasa positivas. Forma colonias amarillas y circulares en agar R2A tras 3 días de incubación. Temperatura de crecimiento entre 4-40 °C, óptima de 25-30 °C. Se ha aislado de suelos de agricultura en China. 